# Schempp-Hirth Janus

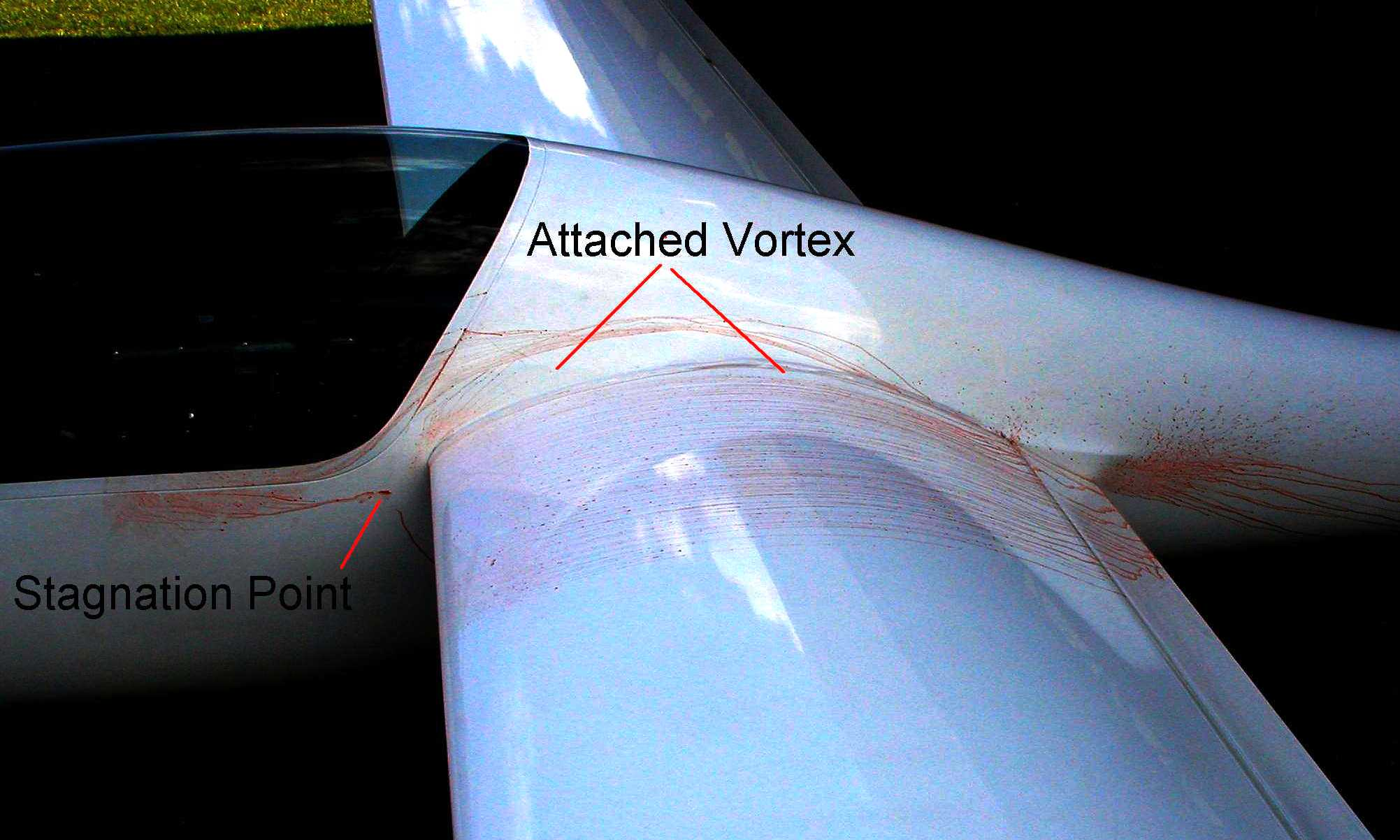
Schempp-Hirth Janus: Staupunkt und anliegende Laminarströmung am Rumpf-Flächenübergang

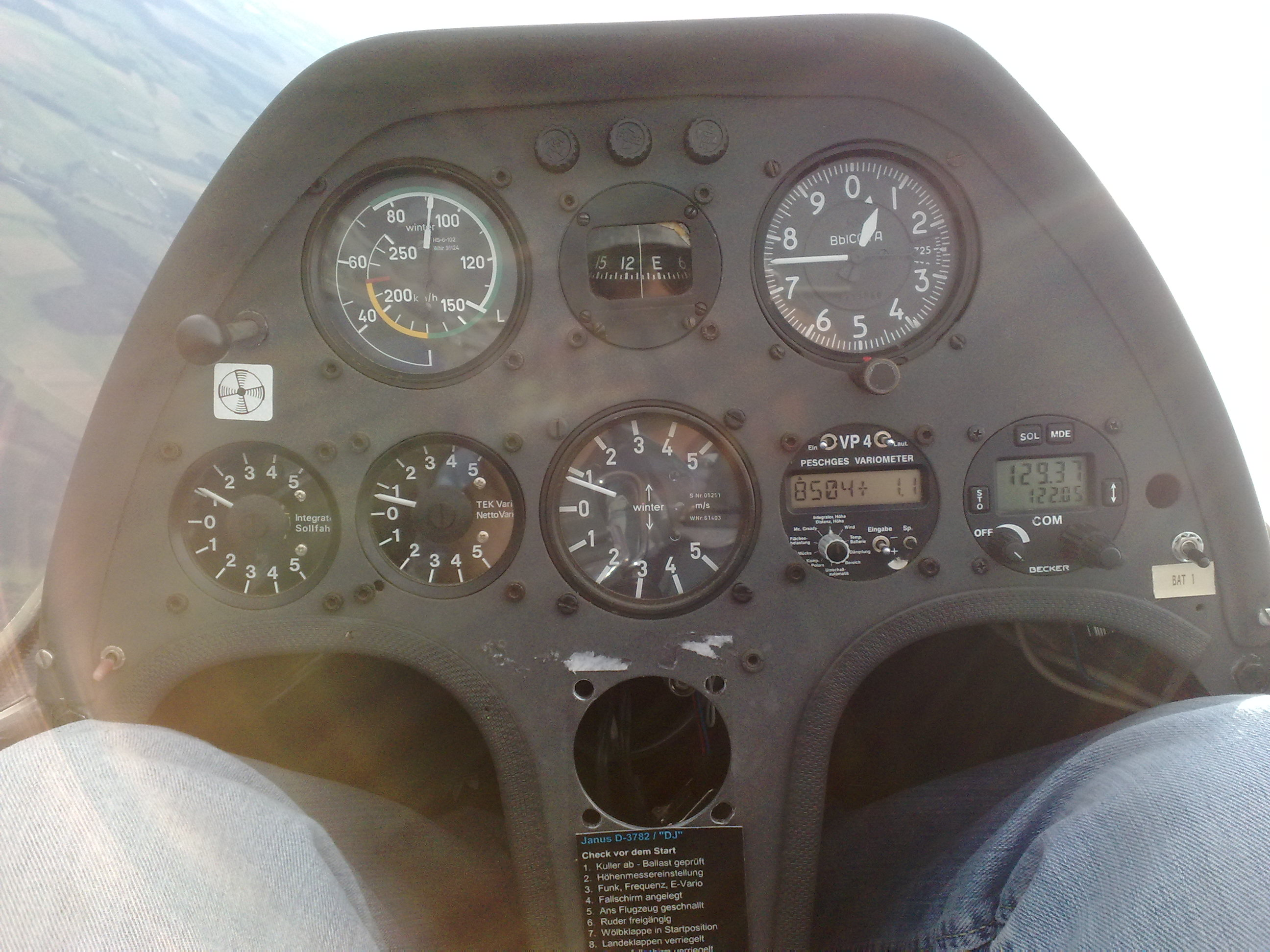
Cockpit des Janus B

Der Schempp-Hirth Janus wird von seinem Hersteller Schempp-Hirth als „das erste in Serie gebaute doppelsitzige Hochleistungssegelflugzeug überhaupt“ bezeichnet.
Seine Merkmale waren GFK-Bauweise, einteilige Plexiglashaube und Wölbklappen.
Der Janus wurde von 1974 bis 1996 gefertigt. Die erste Variante Janus A hatte GFK-Tragflächen mit 18,2 Metern Spannweite und ein Pendelleitwerk, beim ab März 1978 gefertigten Janus B wurde ein gedämpftes Höhenleitwerk verwendet. Die Janus C- und Ce-Varianten erhielten einen Flügel aus kohlenstofffaserverstärktem Kunststoff mit 20 Metern Spannweite; die Ce erhielt zusätzlich ein einziehbares Fahrwerk. Das Gleitverhältnis konnte so von anfänglich 1:39,5 auf 1:43 gesteigert werden.
Ebenso wurde ein eigenstartfähiger Motorsegler – der Janus CM, der erstmals 1978 flog – und eine Variante mit Heimkehrhilfe (Janus CT) entwickelt. Der letzte in Serie gebaute Janus CT (Kennzeichen D-KLAY) wurde im Jahr 1996 gebaut.
Der Segelflug-Index der verschiedenen Versionen beträgt zwischen 102 und 108 Punkten.

## Technische Daten
| Kenngröße                     | Janus B             | Janus Ce                      |
| ----------------------------- | ------------------- | ----------------------------- |
| Pilotensitze                  | 2                   | 2                             |
| Länge                         | 8,62 m              | 8,62 m                        |
| Spannweite                    | 18,2 m              | 20,0 m                        |
| Flügelfläche                  | 16,6 m²             | 17,4 m²                       |
| Streckung                     | 20,0                | 23,0                          |
| Flächenbelastung              | 27–37 kg/m²         | 27–40 kg/m²                   |
| Gleitzahl                     | 39,5 bei 110 km/h   | 43 bei 100 km/h (WK 0°)       |
| Geringstes Sinken             | 0,7 m/s bei 90 km/h | 0,61 m/s bei 85 km/h (WK +8°) |
| Wasserballast                 | 2 × 120 l           | 2 × 120 l                     |
| Leermasse                     | ca. 370 kg          | ca. 405 kg                    |
| max. Startmasse               | 620 kg              | 700 kg                        |
| Manövergeschwindigkeit (VA)   | 170 km/h            | 180 km/h                      |
| Höchstgeschwindigkeit (VNE)   | 220 km/h            | 250 km/h                      |
| Höchstgeschw. Flugzeugschlepp | 170 km/h            | 180 km/h                      |
| Höchstgeschw. Windenstart     | 120 km/h            | 150 km/h                      |
| Überziehgeschwindigkeit       | ca. 70 km/h         |                               |
| max. Lastvielfache bei VA     |                     | +5,3/−2,65g                   |
| max. Lastvielfache bei VNE    |                     | +4,0/−1,50g                   |